# Estación de Rafelbunyol
Rafelbunyol es una estación terminal de la línea 3 de Metrovalencia que se encuentra en el municipio de Rafelbuñol.
Fue reinaugurada en el año 1995, con la inauguración de la línea 3. Anteriormente fue estación del trenet de Valencia. Está situada en la calle Valencia.
La estación consta de dos vías entre dos andenes.